# Алмас (Бразилия)

Алмас на карте штата.

Алмас (порт. Almas) — муниципалитет в Бразилии, входит в штат Токантинс. Составная часть мезорегиона Восточный Токантинс. Входит в экономико-статистический микрорегион Дианополис. Население составляет  7 586 человек на 2010 год. Занимает площадь 4 013,243 км². Плотность населения — 1,89 чел./км².

## История
Город основан 14 ноября 1958 года.

## Демография
Согласно сведениям, собранным в ходе переписи 2010 г. Национальным институтом географии и статистики (IBGE), население муниципалитета составляет:
| Полное население                               | Полное население                               | Полное население                               | Полное население                               | 7 586 |
| ---------------------------------------------- | ---------------------------------------------- | ---------------------------------------------- | ---------------------------------------------- | ----- |
| в том числе:                                   | Городское население                            | 6 009                                          | Процент городского населения, %                | 79,21 |
|                                                | Сельское население                             | 1 577                                          | Процент сельского населения, %                 | 20,79 |
|                                                | Мужское население                              | 3 965                                          | Процент мужского населения, %                  | 52,27 |
|                                                | Женское население                              | 3 621                                          | Процент женского населения, %                  | 47,73 |
| Плотность населения, чел/км²                   | Плотность населения, чел/км²                   | Плотность населения, чел/км²                   | Плотность населения, чел/км²                   | 1,89  |
| Население муниципалитета в % к населению штата | Население муниципалитета в % к населению штата | Население муниципалитета в % к населению штата | Население муниципалитета в % к населению штата | 0,55  |

По данным оценки 2016 года население муниципалитета составляет 7 409 жителей.

## Статистика
- Валовой внутренний продукт на 2003 составляет 13.990.670,00 реалов (данные: Бразильский институт географии и статистики).
- Валовой внутренний продукт на душу населения на 2003 составляет 1.589,31 реалов (данные: Бразильский институт географии и статистики).
- Индекс развития человеческого потенциала на 2000 составляет 0,638 (данные: Программа развития ООН).

## Важнейшие населенные пункты
| № | Населённый пункт | Населённый пункт (порт.) | Категория | Население чел. (2010) | На карте                        |
| - | ---------------- | ------------------------ | --------- | --------------------- | ------------------------------- |
| 1 | Алмас            | Almas                    | город     | 6 009                 | 11°33′58″ ю. ш. 47°09′55″ з. д. |